# Notorious (serie televisiva)
Notorious è una serie televisiva statunitense trasmessa dal 22 settembre all'8 dicembre 2016 sul canale ABC. L'11 maggio 2017 fu annunciato che la serie non avrebbe avuto seguito.
In Italia la serie è andata in onda su Fox Life dal 16 gennaio al 20 febbraio 2017.

## Trama
La serie è incentrata sull'amicizia tra la giornalista Julia George (Piper Perabo) e l’avvocato penalista Jake Gregorian (Daniel Sunjata). Ispirata alla vera storia del famoso avvocato Mark Garagos, i due amici si trovano continuamente immersi in nuovi crimini e notizie che entrambi sfruttano al meglio per aumentare il loro prestigio e controllare i media e la legge.

## Personaggi e interpreti
Julia George: protagonista femminile della serie è la produttrice esecutiva del programma di informazione LHL. Interpretata da Piper Perabo.
Jake Gregorian: protagonista maschile della serie è un avvocato penalista e fidato amico di Julia, alla quale spesso fornisce notizie sui suoi casi da trasmettere in diretta. È interpretato da Daniel Sunjata.
Megan Byrd: collega e amica di Julia, lavora insieme a lei nello studio televisivo. Interpretata da Sepideh Moafi.
Louise Herrick: conduttrice del LHL lavora a stretto contatto con l'amica Julia. Interpretata da Kate Jennings Grant.
Ryan Mills: impiegato nello studio televisivo dove lavora Julia, proprietà del signor Mills. Aiuta spesso nei servizi televisivi. Interpretato da Ryan Guzman.
Oscar Keaton: amico e cliente fidato di Jake Gregorian, è un imprenditore informatico di successo e marito di una vecchia fiamma di Jake. Interpretato da Kevin Zegers.
Bradley Gregorian: fratello adottivo di Jake, avvocato e suo collega nel loro studio. Interpretato da J. August Richards.
Ella Benjamin: tirocinante nello studio dei fratelli Gregorian. Interpretata da Aimee Teegarden.

## Episodi
| Stagione       | Episodi | Prima TV USA | Prima TV Italia |
| -------------- | ------- | ------------ | --------------- |
| Prima stagione | 10      | 2016         | 2017            |